# Giuseppe Mentasti
Giuseppe Mentasti (Poggibonsi, 6 giugno 1991) è un giocatore di calcio a 5 italiano.

## Carriera
Cresciuto nei settori giovanili di Torrino e Lazio, con cui vinse uno scudetto Juniores, Mentasti passa in prestito dalla Canottierilazio, che nella stagione 2010-2011 lo schiera con continuità in Serie B. Dopo ottime prestazioni viene convocato dapprima nell'Italia Under-21 e quindi nella nazionale maggiore. Nel dicembre 2011 passa a titolo definitivo alla Cogianco Genzano con cui vince la Coppa Italia e il campionato di Serie A2.

## Palmarès

### Competizioni nazionali
- Campionati di Serie A2: 2

Cogianco Genzano: 2011-12
Isola: 2015-16
- Coppa Italia di Serie A2: 2
Cogianco Genzano: 2011-12
Fortitudo Pomezia: 2021-22
- Campionati di Serie B: 1

Canottierilazio: 2010-11
- Coppa Italia di Serie B: 1

Canottierilazio: 2010-11

### Competizioni giovanili
- Campionato italiano Under-21: 1

Lazio: 2013-14
- Coppa Italia Under-21: 1

Lazio: 2014-15
- Supercoppa italiana Under-21: 1

Lazio: 2015
- Scudetto Juniores: 1

TSC Lazio: 2009-10